# Pascual Veiga Iglesias
Pascual Veiga Iglesias (Mondoñedo, província de Lugo, 9 d'abril de 1842 - Madrid, 12 de juliol de 1906) fou un compositor, organista i director de cor gallec.
Estudià música amb José Pacheco, mestre de capella de la catedral de Mondoñedo, i després amb l'organista santiaguenc Mariano Tafall. Fou tal la seva precocitat que, sent encara infant de cor de la catedral, va compondre un septenari de la novena dels Dolors. Fou organista a Mondoñedo i, amb posterioritat, a la col·legiata de Covadonga (Cangues d'Onís) i en la de la Corunya. A aquesta capital feu destacar la seva personalitat artística, fundant i dirigint orfeons (institucions de què en fou entusiasta i propagador), els quals portà de triomf en triomf, no solament a Galícia, sinó també fora d'aquesta i encara d'Espanya, i pels que va escriure nombroses composicions, algunes de les quals li varen sobreviure.
També va escriure música religiosa: motets, goigs, villancets, etc. El 1880 a Pontevedra donà a conèixer, al capdavant de l'orfeó Brigantino, la seva magnifica Alborada gallega, que aconseguí un èxit clamorós. Més tard va escriure Alborada nº. 2, que, si bé conté evidents belleses, no assolí, tanmateix, eclipsar la primera, que és la que generalment s'interpreta encara avui dia. També va escriure un poema musical, Os Artrabos, sobre lletra del poeta gallec Francisco Maria de la Iglesia, i la popularíssima muñeira La Escala; el rellevant cor Os Pinos, sobre lletra del bard Eduardo Pondal, i que es convertí en l'himne gallec que s'interpreta en totes les solemnitats regionals. Així mateix escriví obres per a orfeons, barcaroles, valsos i altres peces menors, en totes les quals s'hi mostrà la seva facilitat per a compondre i la riquesa de les seves melodies.
En la ciutat d'A Corunya, dirigí, un darrere altra i des del 1877, quatre orfeons, i amb l'"Orfeón Coruñés núm. 4" aconseguí un assenyalat triomf en el "Trocadero de París", durant l'Exposició Universal de 1889, cosa que valgué al col·lectiu l'honor d'ésser premiat amb la medalla d'or i les felicitacions del Tribunal, presidit per l'eminent músic Laurent de Rillé. Veiga va ser particularment distingit pel Govern francès amb les Palmes Acadèmiques.
El 1892 aconseguí una plaça de professor al Conservatorio Nacional, que ocupà fins a la fi dels seus dies. Enterrat en el cementiri de l'Almudena, les seves cendres foren traslladades a Mondoñedo, la seva vila nadiua, el 18 de setembre de 1912, i foren dipositades amb tota la solemnitat en un mausoleu erigit a expenses dels gallecs residents a la República Argentina. També, costejada pel Centre Gallec de Madrid, es col·locà una làpida commemorativa a la llar on va morir. Per iniciativa de l'Ajuntament de Mondoñedo, se n'afixà una altra a la casa natal i es donà el seu nom a un carrer de la vila.